# Jason Loewenstein
Jason Loewenstein, född 20 juli 1971, är en amerikansk rockmusiker och medlem av indierock-bandet Sebadoh. 
Loewenstein både producerade och spelade samtliga instrument på sitt debutalbum At Sixes and Sevens som kom ut 2002, cirka två år efter att Sebadoh tagit en paus. Loewenstein har senare återförenats med Sebadoh-grundaren Lou Barlow för en del turnerande från 2003 och framåt. Han spelade även trummor på Palace Musics album Viva Last Blues från 1995. Från augusti 2005 har han spelat med det Brooklyn-baserade bandet The Fiery Furnaces.
Loewenstein är bosatt i Brooklyn, New York.